# Lea (Friol)
Lea (llamada oficialmente San Xurxo de Lea) es una parroquia y un lugar español del municipio de Friol, en la provincia de Lugo, Galicia.

## Organización territorial
La parroquia está formada por ocho entidades de población:
- Cancela (Cascancela)
- Corral de Abaixo (O Curral de Abaixo)
- Corral de Arriba (O Curral de Arriba)
- Casas dos Galiñeiros (As Casas dos Galiñeiros)
- Gándara (A Gándara)
- Lea
- Outeiro (O Outeiro)
- Pradeda

## Demografía

### Parroquia
| Gráfica de evolución demográfica de Lea (parroquia) entre 2000 y 2019 |
|                                                                       |
| Datos según el nomenclátor publicado por el INE.                      |

### Lugar
| Gráfica de evolución demográfica de Lea (lugar) entre 2000 y 2019 |
|                                                                   |
| Datos según el nomenclátor publicado por el INE.                  |